# Rivalta Bormida
Rivalta Bormida é uma comuna italiana da região do Piemonte, província de Alexandria, com cerca de 1.443 habitantes. Estende-se por uma área de 10 km², tendo uma densidade populacional de 144 hab/km². Faz fronteira com Cassine, Castelnuovo Bormida, Montaldo Bormida, Orsara Bormida, Sezzadio, Strevi.

## Demografia
| Variação demográfica do município entre 1861 e 2011                               |
|                                                                                   |
| Fonte: Istituto Nazionale di Statistica (ISTAT) - Elaboração gráfica da Wikipedia |